# 이디스 매시
이디스 매시(Edith Massey, 1918년 5월 28일 ~ 1984년 10월 24일)는 미국의 배우, 가수이다. 본명은 이디스 돈필드(Edith Dornfield).
샌프란시스코에서 태어났으며 로스앤젤레스에서 사망하였다. 사인은 당뇨병이다.

## 영화
- 폴리에스터 (1981년)
- 암컷 소동 (1975년)
- 핑크 플라밍고 (1972년)
- 멀티플 매니악 (1970년)